# Штефаньо Валентина Павлівна
Штефаньо Валентина Павлівна (нар. 12 лютого 1969 р., Ужгород) — французький шеф-кондитер українського походження, засновниця бренду солодощів «Gourmandises de Valentina» (Франція).

## Біографія
Валентина Павлівна Штефаньо з’явилася на світ 12 лютого 1969 року в місті Ужгороді на Заході України.  
У 1984 році вступила на навчання до торговельного технікуму. Після його закінчення стала студенткою Київського торговельно-економічного інституту (1987-1991 рр.). 
1991 року поїхала до Болгарії, де вийшла заміж і народила дітей – доньку і сина.
У 2000 році потрапила в Париж. Закохавшись у це місто, його гурманний світ і кондитерські вітрини, вирішила залишитись там жити й працювати.

## Діяльність
2002 року розпочала роботу у кондитерській мережі Paul у французькій столиці. Через два місяці стала заступницею директора з виробництва.
У 2007 році вступила на навчання до кондитерської державної школи Франції — Ferrandi. Після її закінчення отримала диплом майстра з кондитерської справи, шоколаду, морозива та цукрових солодощів.
У 2011 році брала участь у конкурсі найкращих макаронів Паризького округу, на якому посіла друге місце. Того ж року заснувала власний бренд кондитерських виробів «Gourmandises de Valentina».
2012 року знову взяла участь у конкурсі найкращих макаронів Паризького округу і здобула перше місце.
У 2013 році на чемпіонаті Франції з виготовлення макаронів Валентина Штефаньо виборола третє місце. В цей період французька преса назвала її «королевою макаронів».
Починаючи з 2007 року відвідала з кондитерськими майстер-класами Казахстан, Білорусь, Грузію, Україну, Таджикистан. Станом на 2024 рік консультує відкриття кондитерських закладів у різних куточках світу та виробляє кондитерські вироби у власному цеху.
З початком повномасштабної російсько-української війни 2022 року підтримує українських кондитерок, надаючи їм прихисток у своєму будинку на околицях Парижа. Була учасницею благодійної збірки рецептів, кошти від продажу якої були спрямовані на підтримку ЗСУ. Постійно проводить прямі ефіри, де навчає українських кондитерів тонкощам цієї справи.
У жовтні 2023 року відвідала Хмельницький, де провела практичний кондитерський майстер-клас у студії однієї зі своїх учениць, Тетяни Ярової. В лютому 2024 року Валентина Штефаньо знову провела у Хмельницькому майстер-клас «Шоколад». Захід зібрав учасників-кондитерів з різних куточків України. В ньому взяли участь також українські кондитери з Польщі, Молдови, Фінляндії.
Валентина Штефаньо є прихильницею французької кондитерської класики за її смак, вишуканість і натуральність, постійно популяризує її серед українських кондитерів.

## Відзнаки
- 2 місце за найкращі макарони Іль-де-Франс 2011.
- 3 місце за найкращі макарони Франція 2012.
- 1 місце за найкращі макарони Іль-де-Франс 2012.